# The Late Shift
The Late Shift er en amerikansk tv-film fra 1996 instrueret af Betty Thomas efter manuskript af George Armitage og Bill Carter, hvis bog manuskriptet er baseret på.

## Handling
Filmen handler om David Lettermans og Jay Lenos kamp for at efterfølge Johnny Carson som vært i det populære aftenshow Tonight Show på NBC.

## Medvirkende
- Kathy Bates som Helen Kushnick
- John Michael Higgins som David Letterman
- Daniel Roebuck som Jay Leno
- Bob Balaban som Warren Littlefield
- Ed Begley, Jr. som Rod Perth
- Peter Jurasik som Howard Stringer
- Treat Williams som Michael Ovitz
- Rich Little som Johnny Carson
- Aaron Lustig som Paul Shaffer

## Priser og nomineringer
The Late Shift blev nomineret til syv Emmy Awards, bl.a. for Outstanding Made for Television Movie. Kathy Bates vandt en Golden Globe og en Screen Actors Guild Award for sin rolle som Helen Kushnick.
Instruktør Betty Thomas vandt en Directors Guild of America Award for "Outstanding Directorial Achievement in Dramatic Specials".

## Ekstern henvisning
- The Late Shift på Internet Movie Database (engelsk)
- The Late Shift på The Movie Database (engelsk)
- The Late Shift på Rotten Tomatoes (engelsk)
- The Late Shift på Youtube